# Mikronesier
Mikronesier bezeichnet die Einwohner Mikronesiens in Ozeanien.
Sie sind eng mit den Polynesiern verwandt, wobei die Mikronesier eine dunklere Haut besitzen. 
Ihre Kultur ist von den umliegenden Kulturen stark beeinflusst. Im Osten findet man eine eher polynesische Kultur (mit Häuptlingstum) und im Westen mehr eine melanesisch-indonesisch beeinflusste Kultur mit Häuptlingstum ohne Adel, wobei die Marianen eine Ausnahme bilden.
Heute machen viele verschiedene ethnische Gruppen die Einwohner Mikronesiens aus, aber alle sind sie Nachfahren der mikronesischen Kultur und gehören ihr immer noch an. Die mikronesische Kultur war eine der letzten ursprünglichen Kulturen der Region, die diese hervorgebracht hat. Sie entstand aus einer Mischung von melanesischer, polynesischer und philippinischer Kultur. Ein gutes Beispiel sind die Yapesen, die einerseits aus der Gegend um Malaysia besiedelt wurden und deren Sprache vom Malaiischen abstammt und die andererseits kulturelle Gemeinsamkeiten mit den melanesischen Völkern der Admiralitätsinseln teilen.
Das Fehlen übereinstimmender Merkmale bzw. die Überschneidung der benachbarten Kulturen ist das Kriterium für das Kulturareal Mikronesien.

## Traditionelle Religionen
Erwartungsgemäß waren auch die traditionellen Religionen Mikronesiens äußerst heterogen. Allerdings ist nur sehr wenig über die meisten davon bekannt, da die Inseln bereits sehr früh (16. bis 18. Jahrhundert) katholisch missioniert wurden, so dass sie sich nur auf wenigen Inseln halten konnten. Einige wichtige Erscheinungsformen religiösen Handelns und Denkens lassen sich jedoch für den gesamten Raum herausstellen:
- ähnliche Schöpfungsmythen (Herkunft der Menschen von mythischen Ahnen – zumeist Ahnfrauen)
- Kulturheroen (mythische Seefahrer als Überbringer wichtiger Kulturgüter)
- Mythische Weltbilder (Land- und Seegebiete in verschiedenen „Schichten“ und Himmelsrichtungen)
- Dualistische Vorstellungen (jedes materielle Ding und jedes Lebewesen hat ein spirituelles Doppel)
- Menschliche Freiseele (kann im Traum den Körper verlassen)
- Mana (transzendente Macht, die – u. a. durch Leistungen und Taten – auf Menschen, aber auch auf Naturphänomene, übertragbar ist)
- Religiös motivierte Kunststile (Schnitzereien an Männerhäusern und Kultanlagen)

Nach den laufenden Erhebungen des evangelikal-fundamentalistisch ausgerichteten Bekehrungsnetzwerkes Joshua Project bekennen sich nur noch 0 bis 3 % der meisten Mikroneser zu ihren religiösen Überlieferungen. Ausnahmen bilden lediglich 20 % der 600 Ngatik und 15 % der 9.000 Yapesen.